# Вик за помощ
„Вик за помощ“ е български игрален филм (драма) от 1984 година на режисьора Никола Рударов (като Николай Рударов), по сценарий на Боян Биолчев. Сценарият е написан по романа на
Боян Биолчев „Сатурнов кръг“. Оператор е Яцек Тодоров. Музиката във филма е композирана от Митко Щерев. Художник на постановката е Мария Деничина.

## Сюжет
Двадесетгодишният Георги е бил осиновен като малък. След време това семейство се разпада и той попада в трудово-възпитателно училище. Когато пораства, започва работа, но се сблъсква с егоизма и безсърдечието. Започва да краде. Следователят, който се занимава с неговото дело, се среща с осиновителите, приятелката и приятелите му. Криейки се от милицията, Георги попада в малък черноморски град (Созопол). Влюбва се в сестрата на приятеля си Марин – Яна. Но и тук не среща разбиране. Отново извършва кражба. Този път се среща със следователя, който иска да му помогне. Любовта на Яна му внушава, че има смисъл да живее.

## Актьорски състав
- Ивайло Герасков – Георги
- Павел Поппандов – следователят Василев
- Елжана Попова – Яна
- Веселин Недялков – Марин
- Валерия Тодорова – Поли
- Виолета Бахчеванова – доведената майка на Георги
- Домна Ганева – лелята на Георги
- Йордан Спиров – майсторът
- Найчо Петров – доведеният баща на Георги
- Елена Райнова – жената с пианото
- Златина Дончева – бабата
- Стефан Костов – дядото
- Сотир Майноловски – морският капитан
- Георги Новаков – моряк
- Валентин Русецки – моряк
- Иван Джамбазов – капитан
- Румен Иванов – шофьорът на пикапа
- Димитрина Димитрова
- Диана Цолевска – стопаджийка
- Росица Брадинова
- Димитър Милушев (не е посочен в надписите на филма) – старшината
- Георги Георгиев – Гочето (не е посочен в надписите на филма) – контрольорът в трамвая

## Награди
- Награда за мъжка роля на Ивайло Герасков – ФБИФ Варна ’86
- Награда за музика – СБФД ’86
- Голяма награда „Златен Лачено“ – МКФ Авелино ’87, Италия